# CS Fola Esch
CS Fola Esch (în franceză: Cercle Sportif Fola Esch), de obicei prescurtat Fola Esch sau pur și simplu Fola, este un club de fotbal, cu sediul în Esch-sur-Alzette, în sud-vestul Luxemburg. Acesta joacă pe stadionul Stade Émile Mayrisch, în partea de sud a orașului, pe care îl împarte cu clubul de atletism CA Fola Esch.

## Istorie
Fondată în 1906 de un profesor britanic, Fola a fost primul club de fotbal din Luxemburg. În timpul zilelor sale de glorie, a fost cel mai bun club din țară, câștigând patru campionate și două Cupe Luxemburg între 1918 și 1924. Fola a câștigat un alt campionat în 1930 și Cupa Luxemburg în 1955.
Fola a respins cu încăpățânare o fuziune cu vecinii săi mai mari, Jeunesse Esch, în timpul valului de consolidare în anii 1990. În 2004-05, Fola a fost retrogradată la al treilea nivel luxemburghez de fotbal, dar au fost promovați în sezonul următor. În 2006-07, au terminat pe locul al treilea, care se califică pentru o promovare în play-off, dar au pierdut cu FC Victoria Rosport.
În 2008, clubul a reușit să obțină al doilea loc în campionat, promovând în Liga Fortis (ligă de top din țară).

## Competiții Europene
Fola Esch sa calificat în UEFA doar odată.
- UEFA Cup Winners' Cup

Prima rundă (1): 1973–74
|              | P | W | D | L | GF | GA | GD  |
| ------------ | - | - | - | - | -- | -- | --- |
| CS Fola Esch | 2 | 0 | 0 | 2 | 1  | 11 | −10 |